# Bach, Tyrolen
Bach är en ort och kommun i distriktet Reutte i förbundslandet Tyrolen i Österrike.
Kommunen består av tre orter (Ortschaften) (inom parentes invånarantal 1 januari 2024):
- Bach (419)
- Schönau (52)
- Stockach (169)